# 공수도 (2020년 영화)
"공수도"는 2020년에 개봉한 대한민국의 영화이다.

## 캐스팅
- 오승훈 : 종구 역
- 정다은 : 채영 역
- 손우현 : 해성 역
- 정의욱 : 동표 역
- 김태윤 : 진혁 역
- 손태욱 : 강식 역
- 유채온 : 새나 역
- 유현종 : 정환 역
- 이예찬 : 성민 역
- 김동우 : 상진 역
- 박수은 : 예은 역
- 박지나 : 소연 역
- 조영재 : 오경남 역
- 최훈 : 선도부 1 역
- 오기덕 : 선도부 2 역
- 김도현 : 선도부 3 역
- 김경태 : 선도부 4 역
- 신경수 : 일진무리 4 역
- 유한솔 : 어린 채영 역
- 김건하 : 프롤로그 일진 역
- 백준현 : 강식 무리 일진 1 역
- 김기풍 : 강식 무리 일진 2 역
- 김진호 : 강식 무리 일진 3 역
- 신경수 : 강식 무리 일진 4 역
- 신현재 : 강식 무리 일진 5 역
- 안준태 : 강식 무리 일진 6 역
- 이대한 : 강식 무리 일진 7 역
- 이찬재 : 강식 무리 일진 8 역
- 이판섭 : 강식 무리 일진 9 역
- 정인태 : 강식 무리 일진 10 역
- 김재민 : 상진 똘마니 1 역
- 김찬섭 : 상진 똘마니 2 역
- 정영훈 : 정도관 아이 역
- 이수호 : 강식 구타 학생 1 역
- 장민석 : 강식 구타 학생 2 역
- 이정훈 : 진혁 구타 학생 1 역
- 장재혁 : 진혁 구타 학생 2 역
- 김한운 : 프롤로그 학생 역
- 장문규 : 프롤로그 선생님 역
- 김은지 : 상진 무리 일진 1 역
- 김미송 : 상진 무리 일진 2 역
- 신동호 : 상진 무리 일진 3 역
- 강정원 : 소주방 일진녀 1 역
- 조윤진 : 소주방 일진녀 2 역
- 양하얀 : 소주방 일진녀 3 역
- 신재승 : 종구 가게 손님 2 역 (우정출연)
- 김영 : 회사원 1 역 (우정출연)
- 이재근 : 회사원 2 역 (우정출연)
- 이얀 : 회사원 3 역 (우정출연)
- 김은하 : 정도관 여성수강생 1 역 (우정출연)
- 박가람 : 정도관 여성수강생 2 역 (우정출연)
- 김소희 : 정도관 여성수강생 3 역 (우정출연)
- 안혜경 : 채영 모 역 (특별출연)
- 리리에 : 종구 모 역 (특별출연)
- 윤예희 : 채영 담임 역 (특별출연)
- 김정수 : 도수고 교장 역 (특별출연)
- 신민재 : 종구 가게 손님 1 역 (특별출연)
- 채기준 : 식당 손님 역 (특별출연)